# Rucqueville
Rucqueville era una comuna francesa situada en el departamento de Calvados, de la región de Normandía, que el 1 de enero de 2017 pasó a ser una comuna delegada de la comuna nueva de Moulins-en-Bessin al fusionarse con las comunas de Coulombs, Cully y Martragny.

## Demografía
| Gráfica de evolución demográfica de Rucqueville entre 1800 y 2014 |
|                                                                   |

Los datos demográficos contemplados en este gráfico de la comuna de Rucqueville se han cogido de 1800 a 1999 de la página francesa EHESS/Cassini, y los demás datos de la página del INSEE.